# الهجرة السفلى (بني سعد)

تعديل مصدري - تعديل

الهجرة السفلى هي إحدى قرى عزلة بني على بمديرية بني سعد التابعة لمحافظة المحويت، بلغ تعداد سكانها 163 نسمة حسب تعداد اليمن لعام 2004.